# Mike Kaszycki
Michael John „Mike“ Kaszycki (* 27. Februar 1956 in Milton, Ontario) ist ein ehemaliger kanadisch-schweizerischer Eishockeyspieler, der im Verlauf seiner aktiven Karriere zwischen 1974 und 1989 unter anderem 245 Spiele für die New York Islanders, Washington Capitals und Toronto Maple Leafs in der National Hockey League (NHL) auf der Position des Centers bestritten hat.

## Karriere
Mike Kaszycki war während seiner Juniorenzeit ein talentierter Spieler. In seiner letzten Saison 1975/76 brachte er es bei den Sault Ste. Marie Greyhounds auf 170 Scorerpunkte. Beide Profiligen waren so auf ihn aufmerksam geworden und er wurde von den New York Islanders beim NHL Amateur Draft 1976 in der zweiten Runde als 32. gezogen, während er in der vierten Runde des WHA Amateur Drafts als 38. von den New England Whalers ausgewählt wurde.
Zur Saison 1977/78 holten ihn die Islanders dann in die NHL, aber in seinen drei Jahren dort konnte er sich nicht richtig durchsetzen. Auch nach seinem Wechsel zu den Washington Capitals im Tausch für Gord Lane war er nicht viel erfolgreicher. Auch bei seiner dritten und letzten NHL-Station, den Toronto Maple Leafs, wo er im Tausch für Pat Ribble hingewechselt war, war er nicht erfolgreicher.
So kam Kaszycki während der Saison 1984/85 zum SC Langnau. Dank einer Großmutter mütterlicherseits erhielt er bald die Schweizer Staatsbürgerschaft und beanspruchte in der Folge keine Ausländerlizenz mehr. In seiner Karriere spielte er noch für den HC Ambrì-Piotta, Lausanne Hockey Club und den EV Zug. Nach dem Ende seiner Karriere kehrte Kaszycki in seine kanadische Heimat zurück.

## Erfolge und Auszeichnungen
| - 1975 J.-Ross-Robertson-Cup-Gewinn mit den Toronto Marlboros - 1975 Memorial-Cup-Gewinn mit den Toronto Marlboros - 1976 Eddie Powers Memorial Trophy - 1976 OMJHL Second All-Star Team - 1982 Calder-Cup-Gewinn mit den New Brunswick Hawks | - 1982 John B. Sollenberger Trophy - 1982 Fred T. Hunt Memorial Award - 1982 Les Cunningham Award - 1982 AHL First All-Star Team - 1984 AHL Second All-Star Team |

## Karrierestatistik
(Legende zur Spielerstatistik: Sp oder GP = absolvierte Spiele; T oder G = erzielte Tore; V oder A = erzielte Assists; Pkt oder Pts = erzielte Scorerpunkte; SM oder PIM = erhaltene Strafminuten; +/− = Plus/Minus-Bilanz; PP = erzielte Überzahltore; SH = erzielte Unterzahltore; GW = erzielte Siegtore; 1 Play-downs/Relegation; Kursiv: Statistik nicht vollständig)